# Newport News
Newport News es una ciudad independiente en el área metropolitana de Hampton Roads de Virginia, Estados Unidos. Se encuentra en el extremo suroeste de la Península de Virginia, en la orilla norte del río James, extendiéndose hacia el sureste del arroyo Skiffe a lo largo de muchos kilómetros de litoral hasta la desembocadura del río en Newport News Point en el puerto de Hampton Roads.
El área conocida como Newport News era parte del condado de Warwick, uno de los ocho condados originales de Virginia, formada por la Cámara de los Ciudadanos en la colonia británica de Virginia, por orden del rey Carlos I de Inglaterra en 1634. El condado se compone en gran parte de las granjas y terrenos sin urbanizar, hasta casi 250 años más tarde.
Con muchos residentes empleados por Northrop Grumman Newport News Shipbuilding, la base del Ejército de EE. UU. en Fort Eustis, y otras bases militares y de proveedores, la economía de la ciudad está muy ligada a la milicia. La ubicación en el puerto a lo largo del río James facilita un sector de la navegación de gran tamaño que puede tomar ventaja de sus muchos kilómetros de costa. Newport News también sirve como un punto de unión entre los raíles y el mar con las terminales de Newport News Marina ubicado en el East End de la ciudad. Es servida por la autopista interestatal 64, que está vinculada a otras siete ciudades de Hampton Roads por la circunferencia de Hampton Roads Beltway, que cruza el puerto en dos puentes-túneles. Parte del Newport News/Williamsburg International Airport está en los límites de la ciudad.

## Demografía
El ingreso medio en hogares en la ciudad era $ 36.597, y la renta mediana familiar era de $ 42.520. Los varones tenían una renta media de $ 31.275 contra $ 22.310 para mujeres. El ingreso per cápita para la ciudad era $ 17.843. Cerca de 11,3% de las familias y el 13,8% de la población estaban por debajo de la línea de pobreza, incluyendo 20,6% de los menores de 18 años y el 9,8% de mayores de 65 años.

## Nativos famosos
- Ella Fitzgerald (1917-1996), cantante de jazz.
- Gabrielle Douglas (n. 1995), gimnasta artística.
- Katherine Johnson (1918-2020), física.

## Ciudades hermanadas
Newport News tiene tres ciudades hermanadas:
- Neyagawa, Osaka, Japón,
- Taizhou, Jiangsu, China
- Greifswald, Mecklemburgo-Pomerania Occidental, Alemania,

### En inglés
- Sitio web oficial Archivado el 1 de agosto de 2015 en Wayback Machine.
- Hampton Roads Economic Development Alliance - serving Newport News
- Virginia Architecture Today
- North Huntington Heights Preservation Association
- Newport News Digital Library - NNPLS
- History of Newport News Exhibit - NNPLS

- Datos: Q335017
- Multimedia: Newport News, Virginia / Q335017